# Frankenhain (Schwalmstadt)
Frankenhain ist ein Stadtteil von Schwalmstadt im nordhessischen Schwalm-Eder-Kreis.

## Geographische Lage
Frankenhain ist ein zweizeiliges Straßendorf nach Planschema auf einem Feldrücken. Im Norden und Nordwesten fällt der Ort steil in das bewaldete Katzenbachtal ab, nach Südwesten dagegen neigt sich die Ortslage schwach zum Schwalm- und Wieratal.
Frankenhain liegt an der Kreisstraße 102 und ist über die Landesstraße 3155 von Treysa nach Sachsenhausen erreichbar. Unweit der Ortschaft wird seit 2011 der drittletzte Abschnitt der Bundesautobahn 49 gebaut, der vom derzeitigen Ausbauende bei Neuental bis nach Schwalmstadt führt, darunter der etwa 900 Meter lange „Tunnel Frankenhain“.

## Geschichte

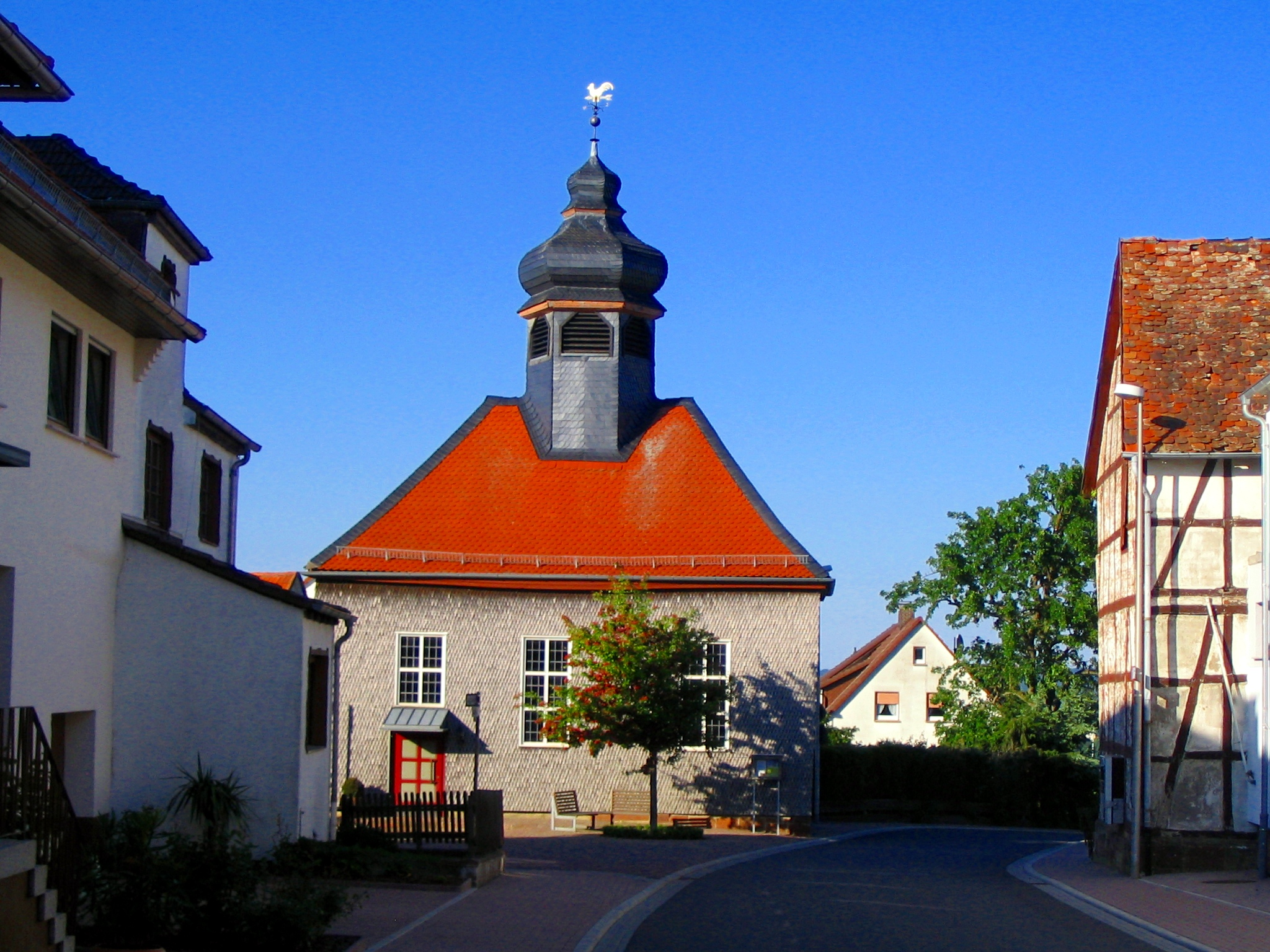
Kirche

### Ortsgeschichte
Auf Anweisung der Regierung der Landgrafschaft Hessen-Kassel wurde 1701 die Hugenottenkolonie Frankenhain angelegt, die zur Aufnahme eines Teils der 1699 nach Treysa gekommenen 100 Hugenottenfamilien aus der Dauphiné und dem Languedoc dienen sollte. Namensgebend waren der angrenzende Wald Frankenhain und die ca. 1,5 km östlich gelegenen Wüstung Frankenhain, in deren ehemaliger Gemarkung die Siedlung angelegt wurde. Die Kolonie war bis 1800 unmittelbar der „französischen Kanzlei“ der landgräflichen Regierung in Kassel unterstellt.
Die Gründungsanlage bestand aus einer in gerader Fluchtlinie ca. 300 Meter langen Häuserzeile. Sie umfasste 1723 sechs Einzel- und sechs Doppelhäuser mit insgesamt 18 Besitzeinheiten („Portionsländereien“). Als Bau- und Wirtschaftsgelände wurden den Siedlern (ursprünglich vermutlich 14 Familien) „Trieschflächen“ zugewiesen, die von der Stadt Treysa vorher genutzt worden waren und wohl als Teil der Flur der Wüstung Rückershausen anzusehen sind. Weitere bauliche Erweiterungen erfolgten zunächst im westlichen Anschluss an die bereits vorhandene Häuserzeile, später dann auch im Osten sowie auf der zunächst freigebliebenen südlichen Straßenseite. Die in der Gründungszeit errichteten Fachwerkhäuser wurden überwiegend im frühen 19. Jahrhundert durch neue Bauten ersetzt.
Durch den Mangel an ausreichenden Grünland- und Hüteflächen hielt sich die Landwirtschaft in bescheidenen Grenzen. Um 1716 wird von einem bis dahin in Hessen unüblichen Anbau von Knoblauch, Poree, Salat und Spinat durch die hugenottischen Siedler berichtet. Die meisten der Erstsiedler waren jedoch Strumpfmacher oder Strumpfweber (1742 waren zehn, 1818 waren achtzehn Strumpfweber im Ort ansässig). Daneben gab es noch einige Hutmacher. Diese handwerklichen Berufe verschwanden nach Beginn des 19. Jahrhunderts zunehmend.
Hessische Gebietsreform (1970–1977)
Im Zuge der Gebietsreform in Hessen fusionierten zum 31. Dezember 1970 die beiden Städte Treysa und Ziegenhain mit den umliegenden bis dahin selbständigen Gemeinden Ascherode, Florshain, Frankenhain, Niedergrenzebach, Rommershausen und Trutzhain auf freiwilliger Basis zur neuen Stadt Schwalmstadt. Dadurch wurde Frankenhain ein Stadtteil von Schwalmstadt. Für die ehemals eigenständigen Städte und Gemeinden von Schwalmstadt wurde je ein Ortsbezirk mit Ortsbeirat und Ortsvorsteher nach der Hessischen Gemeindeordnung gebildet.

### Verwaltungsgeschichte im Überblick
Die folgende Liste zeigt die Staaten und Verwaltungseinheiten, denen Frankenhain angehört(e):
- ab 1701; Heiliges Römisches Reich, Landgrafschaft Hessen-Kassel, Französische Kanzlei (Hugenottensiedlung)
- ab 1800: Heiliges Römisches Reich, Landgrafschaft Hessen-Kassel, Amt Schönstein
- ab 1806: Landgrafschaft Hessen-Kassel,[Anm. 2] Amt Schönstein
- 1807–1813: Königreich Westphalen,[Anm. 3] Departement der Werra, Distrikt Hersfeld, Distrikt Marburg, Kanton Treysa
- ab 1814: Kurfürstentum Hessen,[Anm. 4] Amt Treysa[9]
- ab 1821/22: Kurfürstentum Hessen, Provinz Oberhessen, Kreis Ziegenhain[10][Anm. 5]
- ab 1848: Kurfürstentum Hessen, Bezirk Fritzlar
- ab 1851: Kurfürstentum Hessen, Provinz Oberhessen, Kreis Ziegenhain
- ab 1867: Königreich Preußen,[Anm. 6] Provinz Hessen-Nassau, Regierungsbezirk Kassel, Kreis Ziegenhain
- ab 1871: Deutsches Reich,  Königreich Preußen, Provinz Hessen-Nassau, Regierungsbezirk Kassel, Kreis Ziegenhain
- ab 1918: Deutsches Reich (Weimarer Republik), Freistaat Preußen, Provinz Hessen-Nassau, Regierungsbezirk Kassel, Kreis Ziegenhain
- ab 1944: Deutsches Reich, Freistaat Preußen, Provinz Kurhessen, Landkreis Ziegenhain
- ab 1945: Amerikanische Besatzungszone,[Anm. 7] Groß-Hessen, Regierungsbezirk Kassel, Landkreis Ziegenhain
- ab 1946: Amerikanische Besatzungszone, Hessen, Regierungsbezirk Kassel, Landkreis Ziegenhain
- ab 1949: Bundesrepublik Deutschland, Hessen, Regierungsbezirk Kassel, Landkreis Ziegenhain
- ab 1971: Bundesrepublik Deutschland, Hessen, Regierungsbezirk Kassel, Landkreis Ziegenhain, Stadt Schwalmstadt[Anm. 8]
- ab 1974: Bundesrepublik Deutschland, Hessen, Regierungsbezirk Kassel, Schwalm-Eder-Kreis, Stadt Schwalmstadt

## Bevölkerung

### Einwohnerstruktur 2011
Nach den Erhebungen des Zensus 2011 lebten am Stichtag, dem 9. Mai 2011, in Frankenhain 273 Einwohner. Darunter waren 6 (2,2 %) Ausländer.
Nach dem Lebensalter waren 51 Einwohner unter 18 Jahren, 111 zwischen 18 und 49, 57 zwischen 50 und 64 und 54 Einwohner waren älter. Die Einwohner lebten in 120 Haushalten. Davon waren 33 Singlehaushalte, 33 Paare ohne Kinder und 36 Paare mit Kindern, sowie 15 Alleinerziehende und 3 Wohngemeinschaften. In 27 Haushalten lebten ausschließlich Senioren und in 51 Haushaltungen lebten keine Senioren.

### Einwohnerentwicklung
- 1742: 22 Familien[7]
- 1780: 12 Familien, 105 Einwohner[7]

| Frankenhain: Einwohnerzahlen von 1780 bis 2024 | Frankenhain: Einwohnerzahlen von 1780 bis 2024 | Frankenhain: Einwohnerzahlen von 1780 bis 2024 | Frankenhain: Einwohnerzahlen von 1780 bis 2024 | Frankenhain: Einwohnerzahlen von 1780 bis 2024 |
| --- | ---------------------------------------------- | ---------------------------------------------- | ---------------------------------------------- | ---------------------------------------------- |
| Jahr |                                                |                                                |                                                | Einwohner                                      |
| 1780 | 1780                                           |                                                | 105                                            | 105                                            |
| 1800 | 1800                                           |                                                | ?                                              | ?                                              |
| 1834 | 1834                                           |                                                | 226                                            | 226                                            |
| 1840 | 1840                                           |                                                | 231                                            | 231                                            |
| 1846 | 1846                                           |                                                | 231                                            | 231                                            |
| 1852 | 1852                                           |                                                | 232                                            | 232                                            |
| 1858 | 1858                                           |                                                | 224                                            | 224                                            |
| 1864 | 1864                                           |                                                | 211                                            | 211                                            |
| 1871 | 1871                                           |                                                | 183                                            | 183                                            |
| 1875 | 1875                                           |                                                | 191                                            | 191                                            |
| 1885 | 1885                                           |                                                | 204                                            | 204                                            |
| 1895 | 1895                                           |                                                | 205                                            | 205                                            |
| 1905 | 1905                                           |                                                | 191                                            | 191                                            |
| 1910 | 1910                                           |                                                | 186                                            | 186                                            |
| 1925 | 1925                                           |                                                | 225                                            | 225                                            |
| 1939 | 1939                                           |                                                | 201                                            | 201                                            |
| 1946 | 1946                                           |                                                | 313                                            | 313                                            |
| 1950 | 1950                                           |                                                | 322                                            | 322                                            |
| 1956 | 1956                                           |                                                | 253                                            | 253                                            |
| 1961 | 1961                                           |                                                | 233                                            | 233                                            |
| 1967 | 1967                                           |                                                | 256                                            | 256                                            |
| 1980 | 1980                                           |                                                | ?                                              | ?                                              |
| 1990 | 1990                                           |                                                | ?                                              | ?                                              |
| 2000 | 2000                                           |                                                | ?                                              | ?                                              |
| 2011 | 2011                                           |                                                | 273                                            | 273                                            |
| 2016 | 2016                                           |                                                | 279                                            | 279                                            |
| 2021 | 2021                                           |                                                | 289                                            | 289                                            |
| 2024 | 2024                                           |                                                | 285                                            | 285                                            |
| Datenquelle: Historisches Gemeindeverzeichnis für Hessen: Die Bevölkerung der Gemeinden 1834 bis 1967. Wiesbaden: Hessisches Statistisches Landesamt, 1968. Weitere Quellen: LAGIS; Stadt Schwalmstadt; Zensus 2011 |                                                |                                                |                                                |                                                |

### Historische Erwerbstätigkeit
Quelle: Historisches Ortslexikon
- 1742: 8 Strumpfweber, 2 Zeugmacher, 1 Leineweber, 1 Schneider, 1 Schuhmacher, 1 Schlosser, 2 Strumpfwebergesellen
- 1838: Familien:  9 Ackerbau, 14 Gewerbe, 21 Tagelöhner.
- 1961: Erwerbspersonen: 70 Land- und Forstwirtschaft, 38 produzierendes Gewerbe, 14 Handel und Verkehr, 8 Dienstleistungen und Sonstiges

### Historische Religionszugehörigkeit
Quelle: Historisches Ortslexikon
- 1861: 219 evangelisch-reformierte Einwohner
- 1885: 204 evangelische (= 100 %) Einwohner
- 1961: 233 evangelische (= 100 %) Einwohner

## Politik
Für Frankenhain besteht ein Ortsbezirk (Gebiete der ehemaligen Gemeinde Frankenhain) mit Ortsbeirat und Ortsvorsteher nach der Hessischen Gemeindeordnung.
Der Ortsbeirat besteht aus fünf Mitgliedern. Bei den Kommunalwahlen in Hessen 2021 betrug die Wahlbeteiligung zum Ortsbeirat 67,08 %. Es erhielten die SPD mit 56,31 % der Stimmen drei Sitze und die CDU mit 43,69 % zwei Sitze. Der Ortsbeirat wählte Robert Bambey (SPD) zum Ortsvorsteher.

## Sehenswürdigkeiten und Kultur
Für die Kulturdenkmäler des Ortes siehe Liste der Kulturdenkmäler in Frankenhain (Schwalmstadt).
Kirche
Die evangelische Kirche wurde 1746–1754 erbaut und 1894 (Bauinschrift) renoviert. Die schmucklose, verschindelte Fachwerkkirche von drei Achsen zeigt einen in dieser Form in Hessen eher seltenen barocken sechseckigen Haubendachreiter. Bis zur Errichtung einer eigenen Kirche hielten die Hugenotten ihre Gottesdienste in der Hospitalskapelle in Treysa ab. Der Gottesdienst wurde bis zum Jahr 1876 noch überwiegend in französischer Sprache abgehalten.